# William Cavendish-Bentinck, 6:e hertig av Portland

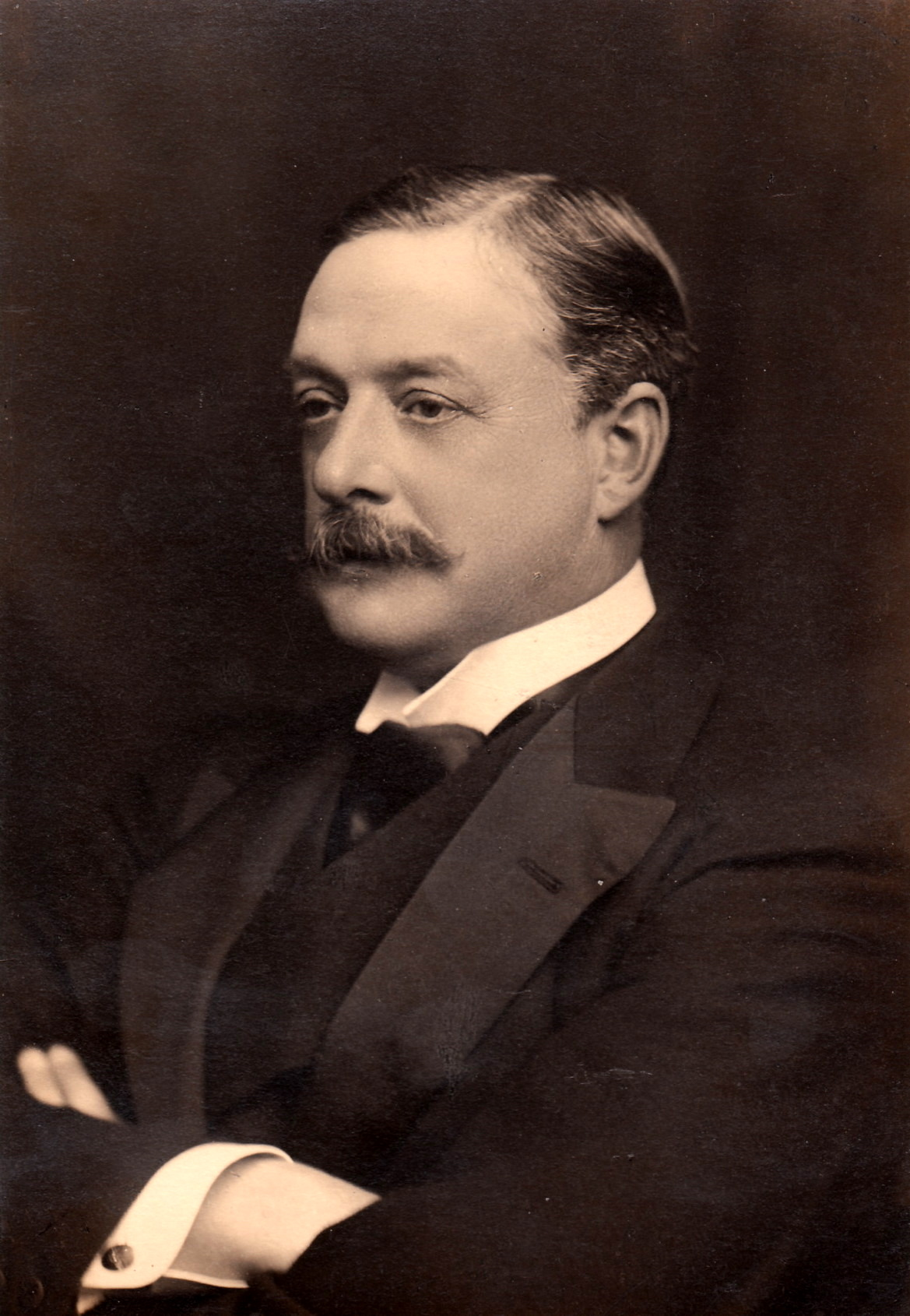
William Cavendish-Bentinck, 6:e hertig av Portland

William John Arthur Charles James Cavendish-Bentinck, 6:e hertig av Portland, född 28 december 1857  död 26 april 1943, var en brittisk, konservativ politiker. Han var son till lord Arthur Cavendish-Bentinck (1819–1877); och hans första maka Elizabeth Sophia Hawkins-Whitshed (1835-1858)
Gift 1889 med Winifred Dallas-Yorke (1863-1954). Hertigtiteln ärvde han 1879 efter faderns kusin William John Cavendish-Scott-Bentinck, 5:e hertig av Portland.

## Barn
- Lady Victoria Cavendish (1890-1994); gift 1918 med John Erskine Wemyss of Wemyss (1888–1982).
- William Arthur Henry Cavendish-Bentinck, 7:e hertig av Portland (1893–1977); gift 1915 med Ivy Gordon-Lennox (1887–1982).
- Lord Francis Morven Dallas Cavendish (1900–1950).